# 毛衣

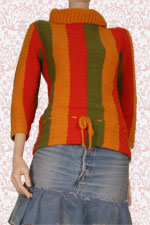
毛衣

毛衣（英語：Sweater），指使用毛線作為主要原料，以機器或人工编織的上衣。
人類在原始生活中利用樹葉、獸皮來蔽體，在漁牧生活中結網捕魚，就懂得運用編織的技法，隨著文明的演進與科技的發明，人類不僅充分利用各類動、植物等天然纖維編織出生活所需的物品，更研發出多種化學纖維、礦物纖維，使人類生活更舒適便利。

## 歷史
1589年，英國牧師威廉·李設計了第一台手動腳踏式襪子編織機，從而使毛衣開始普遍，至今已有400多年。